# Elphinstone College

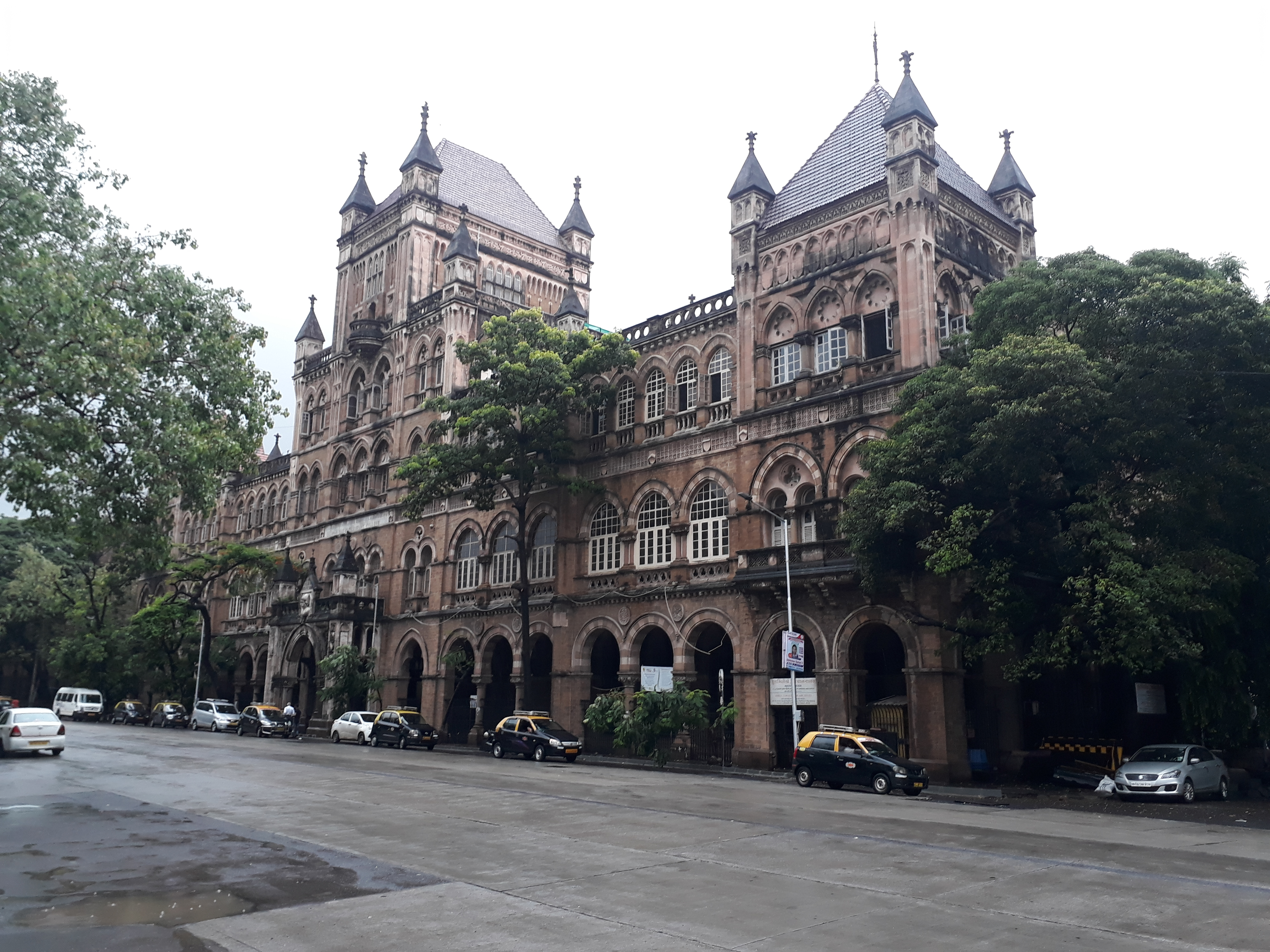
Elphinstone College

Das Elphinstone College ist eine Institution der höheren Bildung in Mumbai,  die bis 2019 der University of Mumbai angegliedert war. Sie wurde im Jahre 1856 gegründet und ist damit eines der ältesten Colleges in Indien, das westliche Erziehung in Philosophie, Wissenschaften und Wirtschaft anbietet. Eingeschrieben sind rund 3000 Studenten, die teilweise in Studentenwohnheimen untergebracht sind.

## Geschichte
Die Bombay Native Education Society (Bildungsverein für die einheimische Bevölkerung) gründete 1824 eine englischsprachige Schule für die einheimische Bevölkerung, obwohl die öffentliche Meinung in England damals gegen eine Bildung der Einheimischen eingestellt war. Im Jahre 1827 beschloss der Bildungsverein ein Institut unter dem Namen Elphinstone College ins Leben zu rufen, benannt nach Mountstuart Elphinstone, dem scheidenden Gouverneur von Bombay, der sich sehr für die Bildung der einheimischen Bevölkerung eingesetzt hatte. Das Geld hierfür wurde durch eine öffentliche Sammlung aufgebracht. Das College wurde im Jahre 1835 förmlich errichtet und der Unterricht begann 1836 mit zunächst nur zwei Professoren. Als eigenständige Organisation besteht das Elphinstone College seit April 1856. 1860 wurde es der University of Bombay angegliedert. Das imposante Gebäude des College wurde in den 1850er Jahren von James Trubshaw im neoromanischen Stil entworfen und von John Adams und Khan Bahadur Muncherjee Murzban bis 1888 fertiggestellt. Seit 1945 bezeichnet sich das College auch als Elphinstone Institution. Seit 2019 ist sie der Dr. Homi Bhabha State University angegliedert.

## Kurse und Abschlüsse
Das College ist aufgegliedert in das Senior College und das Junior College. Ersteres ein Universitätsinstitut und führt bis zur Bachelor-Prüfung, letzteres ist eine höhere Schule, die etwa einem deutschen Gymnasium entspricht.
- Das Senior College bietet Bachelor-Abschlüsse in reinen Wissenschaften, Informationstechnologie, Biotechnologie, alter indischer Kultur, Wirtschaftswissenschaften, Englisch, Deutsch, Französisch, Hindi, Marathi, Geographie, Geschichte, Mathematik, Statistik und Soziologie sowie Hotel- und Tourismusmanagement an.
- Das Junior College bietet Kurse in Philosophie, Handel und Naturwissenschaften an sowie Kurse in Informatik und Elektronik.

## Namhafte Absolventen
- Dadabhai Naoroji
- Mahadev Govind Ranade
- Bal Gangadhar Tilak
- Gopal Krishna Gokhale
- Bhimrao Ramji Ambedkar
- Jamshedji Tata
- Badruddin Tyabji
- Bhulabhai Desai